# (13225) Manfredi
Pour les articles homonymes, voir Manfredi.
(13225) Manfredi est un astéroïde de la ceinture principale.

## Description
(13225) Manfredi est un astéroïde de la ceinture principale. Il fut découvert le 29 août 1997 à Bologne par l'observatoire San Vittore. Il présente une orbite caractérisée par un demi-grand axe de 2,92 UA, une excentricité de 0,07 et une inclinaison de 2,5° par rapport à l'écliptique.

## Compléments